# Saint-Cernin-de-l’Herm
Saint-Cernin-de-l’Herm (okzitanisch Sent Sarnin de l’Èrm) ist eine südfranzösische Gemeinde mit 195 Einwohnern (Stand 1. Januar 2022) im äußersten Süden des Périgord noir und gehört zum Arrondissement Sarlat-la-Canéda und zum Kanton Vallée Dordogne. 

## Lage
Saint-Cernin-de-l’Herm liegt etwa 41 Kilometer ostsüdöstlich von Bergerac. Umgeben wird Saint-Cernin-de-l’Herm von den Nachbargemeinden Mazeyrolles im Norden und Westen, Prats-du-Périgord im Norden und Nordosten, Besse im Osten und Nordosten, Villefranche-du-Périgord im Südosten, Loubejac im Süden und Südosten sowie Lavaur im Süden.

## Bevölkerungsentwicklung
| Jahr                      | 1962 | 1968 | 1975 | 1982 | 1990 | 1999 | 2006 | 2013 |
| Einwohner                 | 315  | 305  | 273  | 249  | 222  | 230  | 250  | 231  |
| Quelle: Cassini und INSEE |      |      |      |      |      |      |      |      |

## Sehenswürdigkeiten
- Kirche Saint-Saturnin
- Schloss Sineuil aus dem 16. Jahrhundert, Monument historique seit 2006

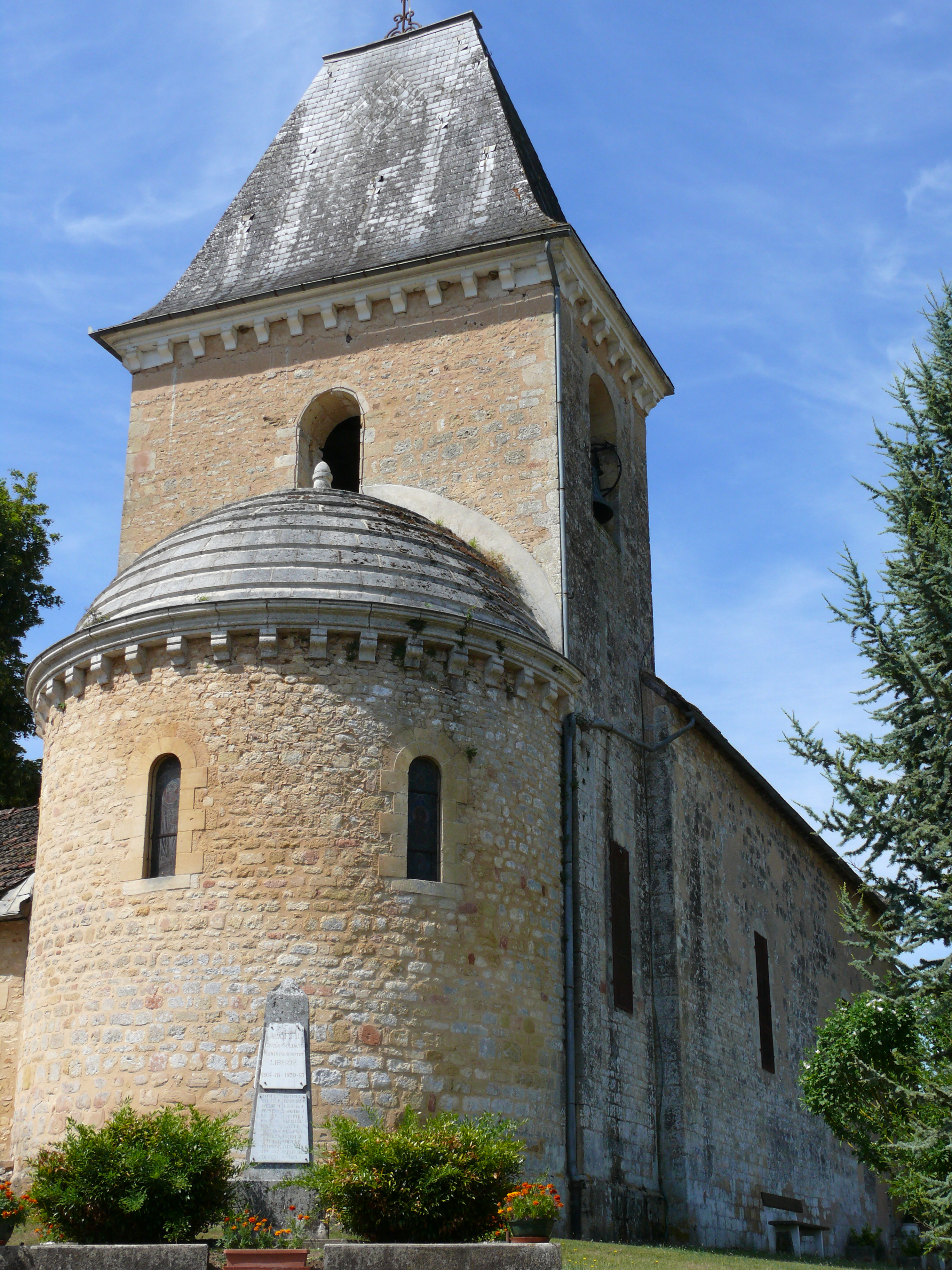
Kirche Saint-Saturnin
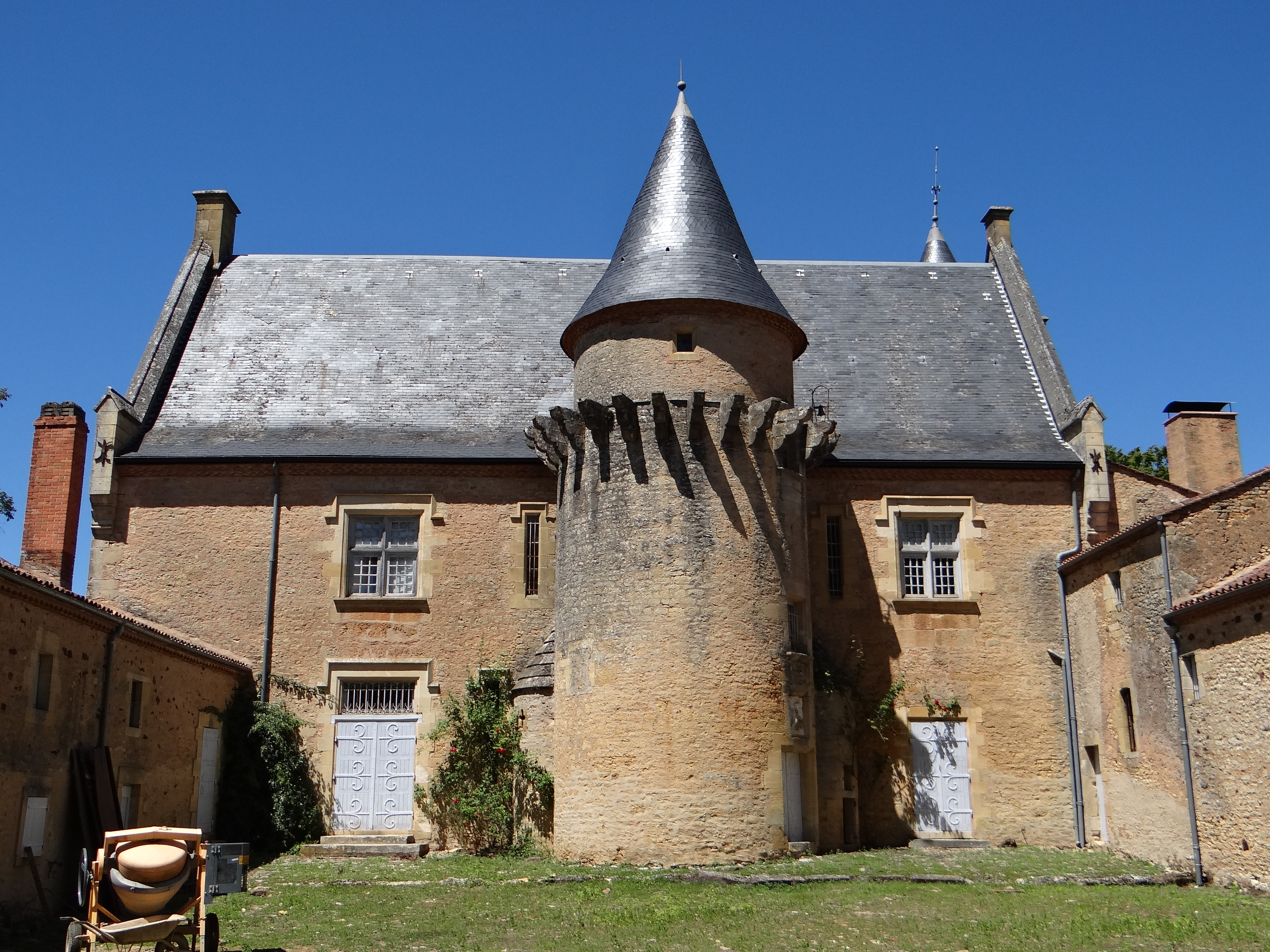
Schloss Sineuil